# Sfakiá
Sfakiá (em grego: Σφακιά) é uma região geográfica e histórica e município da sudoeste da ilha de Creta, Grécia. Faz parte da unidade regional de Chania e a capital é vila de Chora Sfakion, situada à beira do mar da Líbia. O município (oficialmente chamado Δήμος Σφακίων, Dḗmos Sphakíōn) corresponde à antiga província de Sfakiá (Επαρχία Σφακίων), extinta em 2006; tem 467,6 km² de área e em 2011 tinha 1 889 habitantes (densidade: 4 hab./km², uma das mais baixas de Creta).
É uma região montanhosa e agreste, situada na serra das Montanhas Brancas, conhecida pelo arreigado e orgulhoso espírito de autonomia dos seus habitantes. É considerada um dos poucos locais na Grécia que nunca foi completamente ocupada por qualquer potência estrangeira.

## Etimologia
A etimologia do topónimo é controversa. De acordo com a teoria mais divulgada, está relacionada com a aspereza do terreno, derivando da antiga palavra grega σφαξ (sfax), que significa abismo ou desfiladeiro. Outra teoria é que Sfakiá deriva de sfakes ou sfaka, o nome antigamente dado ao oleandro, uma planta comum na área. 
Outras teorias, mais ou menos fantasiosas são que deriva de sfikies ("vespa" em grego), sfageia ("matadouro") ou de Sfax (cidade costeira da Tunísia). De acordo com a primeira teoria, os habitantes da região eram chamados sfikies pelas gentes de outras áreas porque desciam das terras altas das Montanhas Brancas para atacarem os habitantes das terras baixas "como vespas". Alegadamente, em Chipre teria existido uma localidade habitada por gente originária de Creta que também eram chamados sfikies pela mesma razão. O termo sfageia está igualmente ligado ao caráter violento dos sfaquiotas — em tempos remotos teria ocorrido uma guerra entre os habitantes das Montanhas Brancas e os curetes, que viviam entre essas montanhas e o monte Ida. Inicialmente os primeiros derrotaram os segundos, mas os curetes voltaram a atacar com aliados e conseguiram derrotar os habitantes das Montanhas Brancas, matando-os a todos, o que levou a que a região passasse a ser conhecida como Sfageia (matadouro). Segundo a teoria de Sfax, a região teria sido povoada por gente proveniente daquela cidade do Norte de África.

## Unidades municipais
O município de Sfakiá está dividido em nove unidades municipais:
- Agia Roumeli (Αγία Ρουμέλη) — localidades: Agia Roumeli, Paleá Agia Roumeli (Παλαιά Αγία Ρουμέλη)

- Agios Ioannis (Άγιος Ιωάννης) — Agios Ioánnis, Arádena (Αράδαινα)

- Anópolis (Ανώπολις) — Anópolis, Livanianá (Λιβανιανά), Lutró (Λουτρό)

- Askyfos (Ασκύφος) — Ammoudári (Αμμουδάρι), Goni (Γωνί), Karés (Καρές), Petrés (Πετρές)

- Asfendos (Άσφενδος) — Asfendos, Agios Nektários (Άγιος Νεκτάριος), Vouvás (Βουβάς), Nomikianá (Νομικιανά)

- Chora Sfakion (Χώρα Σφακίων) — Chora Sfakion, Komitádes (Κομιτάδες)

- Ímbros (Ίμπρος) — Ímbros, Vraskás (Βρασκάς)

- Patsiano (Πατσιανός) — Frangocastelo (Φραγκοκάστελλο), Patsiano, Calícrates (Καλλικράτης), Kapsodásos (Καψοδάσος)

- Skaloti (Σκαλωτή) — Skaloti, Argoulés (Αργουλές)

## Descrição e atrações turísticas

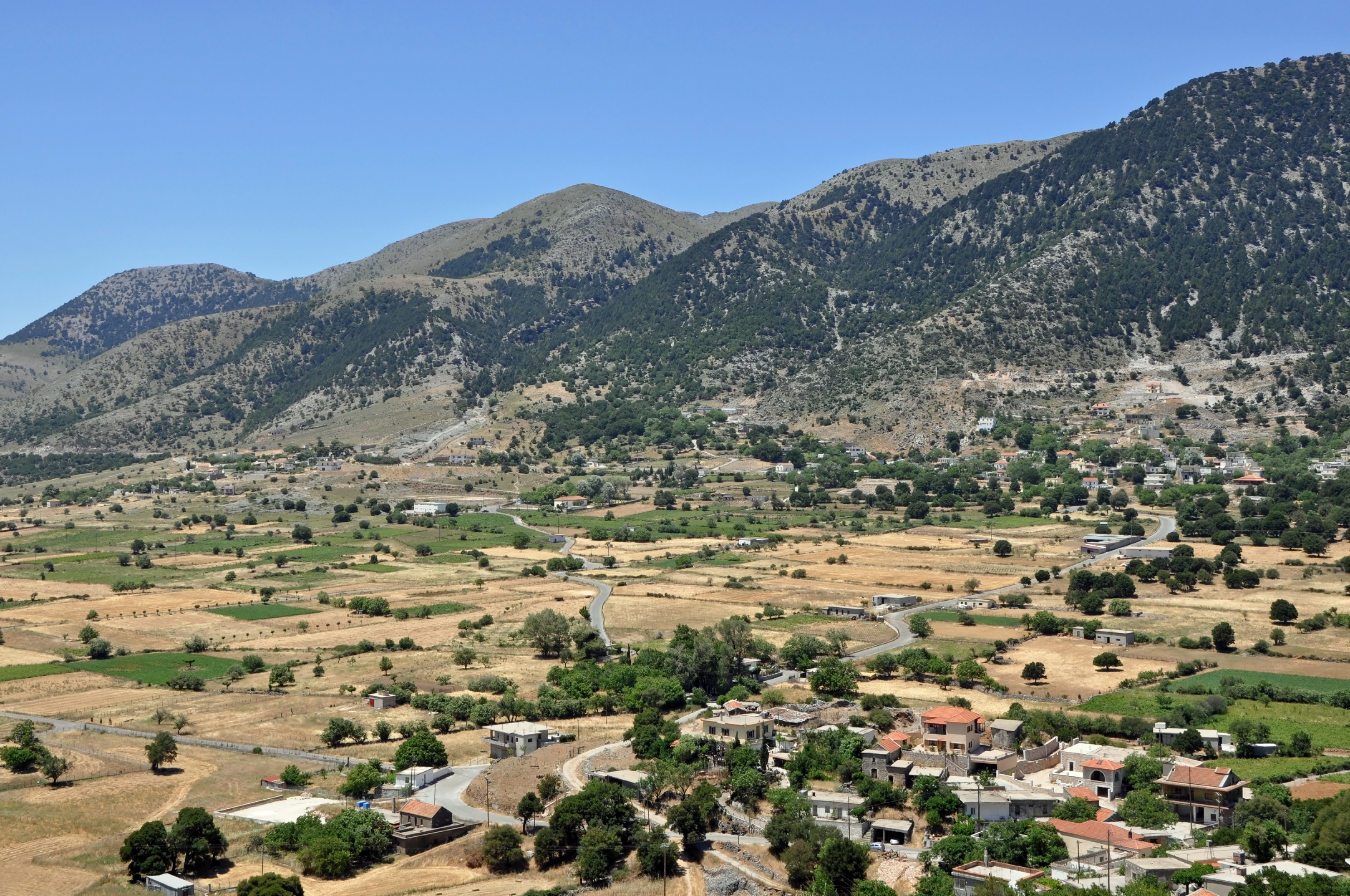
Planalto de Askifou

A estrada de Chania para Sfakiá atravessa a ilha de norte a sul, passando pela aldeia de Vrissés. A partir daqui, a estrada cruza as Montanhas Brancas até Chora Sfakion, situada à beira do mar da Líbia. A meio caminho entre Vrissés e Chora Sfakion situa-se o planalto fértil de Askifou, rodeado de altos cumes montanhosos. A estrada daí até à costa é considerada espetacular, "abraçando" a vertente ocidental da garganta de Ímbros. Outra estrada com vistas esplêndidas é a que liga Kapsodasos ao planalto de Calícrates, a nordeste de Chora Sfakion. O trilho europeu de grande rota E-4 também atravessa as Montanhas Brancas na região de Sfakiá.
Sfakiá tem muitas praias, bastante menos frequentadas do que as da costa norte de Creta. Grande parte das aldeias costeiras não são servidas por estradas, sendo apenas acessíveis a pé ou por ferry boat. Uma das localidades acessíveis apenas por barco é Lutró, uma pequena aldeia costeira com algumas ruínas arqueológicas, pequenos hotéis e tavernas (restaurantes em grego).
Alguns quilómetros a leste de Chora Sfakion encontra-se Frangocastelo (literalmente: "castelo dos francos"), uma fortaleza construída pelos venezianos em 1371 para deter os piratas e controlar Sfakiá, um objetivo que não teve sucesso. O castelo está muito arruinado, mas é uma das vistas mais pitorescas e célebres de Creta, pela sua situação numa praia de areia que tem por trás as imponentes "Montanhas Brancas". Foi ali que em 1771 foi capturado o Daskalogiannis, líder de uma rebelião contra o domínio otomano de Creta. Daskalogiannis era natural de Anópolis, uma aldeia próxima de Chora Sfakion, e é um dos mais célebres revolucionários de cretenses.
Na região há muitas gargantas de grande beleza natural, nomeadamente a mais famosa delas, a de Samariá, classificada como reserva da biosfera e a mais comprida da Europa. Todas as gargantas estão orientadas no sentido norte sul e terminam no mar. Muitas delas podem ser percorridas a pé, algumas delas até por caminhantes inexperientes. Na região vivem alguns animais raros, como abutres e águias e o kri-kri (ou agrimi), a cabra selvagem de Creta. A fauna piscícola marinha da costa do mar da Líbia está em declínio, mas ocasionalmente são avistados golfinhos e até baleias.
A especialidade gastronómica local talvez mais conhecida são as "tartes sfaquianas", que consistem em quiches de massa recheada com creme cremoso servidas com mel por cima.

## Tradição de resistência aos ocupantes estrangeiros
Chora Sfakion é célebre como um dos centros da resistência contra as forças de ocupação, tanto dos venezianos como dos otomanos e, mais recentemente, contra os alemães na Segunda Guerra Mundial. As praticamente impenetráveis Montanhas Brancas a norte e as praias rochosas e alcantiladas no sul ajudaram os locais a combater todos os invasores. 
A revolução de 1821, um dos primeiros episódios da guerra de independência grega, começou na igreja de Panagia Timiani, na aldeia de Komitades. Na aldeia de Loutró situam-se as ruínas da chamada chancelaria, onde se reuniu o primeiro governo revolucionário de 1821.
A acreditar no folclore local, todos os anos em maio ou início de junho ocorre um fenómeno inexplicável perto de Frangocastelo, que consiste em várias pessoas terem a visão de uma procissão de figuras humanas. Alegadamente essas figuras seriam os fantasmas das tropas gregas que morreram na batalha de Frangocastelo, travada contra os turcos em 17 de maio de 1828, durante a guerra de independência grega. Essas visões alegadamente ocorrem no dia do aniversário da batalha ou no início de junho e são chamadas de Drosoulites.
Patrick Leigh Fermor, um escritor britânico que teve um papel proeminente no apoio à resistência à ocupação alemã durante a Segunda Guerra Mundial, escreveu acerca das gentes orgulhosas de Sfakiá e d sua resistência à ocupação. Muitas das histórias de revoltas e levantamentos em Creta têm o seu início nas montanhas da parte ocidental da ilha, local de guerrilha nas montanhas, combatentes pallikari e bandos de rebeldes. Depois da batalha de Creta, os locais ajudaram muitos soldados neozelandeses e australianos a sair de Creta na noite de 31 de maio de 1941, o que provocou grandes represálias por parte dos alemães. O rei Jorge II da Grécia já tinha fugido pela mesma via quando se deu a invasão alemã.
Sfakiá é famosa pela aspereza da paisagem e pelo espírito guerreiro das suas gentes. Os sfaquiotas vêm-se a si próprios um pouco como fora do alcance dos legisladores e cobradores de impostos de Atenas; até ao final do século XX ocorriam vendetas por causa de ovelhas roubadas e honra de mulheres, que chegaram ao ponto de causar o abandono uma aldeia. O roubo e banditismo era uma forma de vida comum nas montanhas, que até aparecia num mito da criação, no qual Deus se tornou um sfaquiota e que é recontado por Adam Hopkins:
| “ | [...] todos os presentes que Deus tinha dado a outras partes de Creta — azeitonas a Ierápetra, Ágios Vasíleios e Selino; vinho a Malevisi e Císsamos; cerejas a Milopótamos e Amári. Mas quando Deus chegou a Sfakiá, só restavam rochas. Então os sfaquiotas foram ter com Ele armados até aos dentes. "E nós, Senhor, como vamos nós viver nestas rochas?" e o Todo-poderoso, olhando para eles com simpatia, respondeu-lhes no seu próprio dialeto (naturalmente): "Vocês não têm um pedaço de cérebro na vossa cabeça? Não vêm que as gentes das terras baixas estão a cultivar essas riquezas para vocês?" | ” |

Os sfaquiotas são também célebres pela sua hospitalidade e generosidade para com os que os visitam, o que se ajusta bem à mudança das ocupações tradicionais para o turismo — atualmente muitas famílias gerem o seu próprio pequeno hotel ou restaurante.